# Manuel Yrarrázaval
Manuel Francisco Irarrázaval Correa (Santiago, 1859 - París, 1911) fue un abogado, agricultor y político chileno, adherente del Partido Conservador.
Se desempeñó como diputado de la República en representación de Illapel, Combarbalá y Ovalle durante el período legislativo entre 1900 y 1903.

## Biografía
Era hijo del exparlamentario Manuel José Yrarrázaval Larraín y de Isabel Correa Toro, descendiente del Conde de la Conqusita.
Estudió en el Colegio San Ignacio desde 1879 hasta 1882; y Leyes en la Pontificia Universidad Católica de Chile; juró como abogado el 27 de diciembre de 1897; realizó además, estudios en Europa. Ejerció su profesión y se dedicó a las actividades agrícolas. Fue secretario de Carlos Walker Martínez.[cita requerida]
Contrajo nupcias con Elena Concha Subercaseaux, hija de Melchor de Concha y Toro. En su matrimonio tuvo varios hijos, incluyendo al parlamentario y ministro Eduardo Yrarrázaval.

## Vida pública
En 1891 fue partidario de la revolución civil que estalló ese año y en julio de ese año fue nombrado capitán de Ejército por la Junta de Iquique; sirvió como ayudante de campo en la 1.ª Brigada del Ejército que triunfó en la batalla de Placilla.
Militante del Partido Conservador (PCon), en las elecciones parlamentarias de 1900, fue elegido como diputado representante de Ovalle, Illapel y Combarbalá, por el período 1900-1903; integró la Comisión Permanente de Gobierno; y la de Obras Públicas.
Falleció en París, Francia en 1911.